# Impuestos en Corea del Norte
Los impuestos en Corea del Norte oficialmente no existen. La fecha del 1 de abril es el "Día de la abolición de los impuestos" de Corea del Norte.  La propaganda de Corea del Norte afirma que Corea del Norte es el único país libre de impuestos del mundo. Sin embargo, todavía recoge los ingresos de sus ciudadanos en forma de impuestos ocultos a través de diversos impuestos sobre las ventas. En particular, el impuesto sobre el volumen de negocios del consumo proporciona la mayor parte de los ingresos estatales en Corea del Norte. El estado de Corea del Norte, por lo tanto, recauda ingresos, que a nivel internacional se han comparado con un sistema de impuestos, pero dentro de Corea del Norte no se usa la palabra impuesto, y el término para ingresos estatales se ha traducido de diversas formas como "Contabilidad socialista de ingresos". Ingresos de Gestión Económica Socialista ", y de manera similar.
El impuesto agrícola en especie introducido en 1947 fue abolido en Corea del Norte en 1966, cuando finalizó el proceso de colectivización de la agricultura norcoreana.  Los impuestos directos, como el impuesto sobre la renta, se eliminaron oficialmente en 1974 como "vestigios de una sociedad anticuada". Sin embargo, esta acción no tuvo ningún efecto significativo en los ingresos estatales porque la abrumadora proporción de los fondos gubernamentales (un promedio del 98,1 por ciento durante 1961-1970) provino de impuestos sobre las ventas, como impuestos sobre el volumen de negocios, deducciones de las ganancias pagadas por empresas estatales y diversas tarifas de uso de maquinaria y equipo, instalaciones de riego, televisores, agua, etc. Esto está en consonancia con prácticas similares en otros países socialistas.
Las leyes fiscales especiales también afectan a las zonas económicas especiales de Corea del Norte (en particular, la región industrial de Kaesong) donde las empresas extranjeras pueden operar. Por lo tanto, existe un impuesto de sociedades en Corea del Norte, como se indica en la Ley de comercio de procesamiento, la Ley de esclusas y la Ley de derechos de autor y la legislación relacionada, incluidas las leyes sobre evasión fiscal. Una estimación de este impuesto sobre sociedades a principios de la década de 2000 era del 10 al 14 por ciento. Los trabajadores norcoreanos están sujetos a los impuestos indirectos habituales: empresas extranjeras pagan sus salarios en divisas fuertes al gobierno de Corea del Norte. que luego paga a los trabajadores en la moneda norcoreana, menos el valor de los "impuestos de seguros y tarifas socioculturales". Una estimación de 2013 de los impuestos sobre los trabajadores individuales de la región industrial de Kaesŏng fue del 45% de sus salarios.